# Roumazières-Loubert
Roumazières-Loubert (okzitanisch: Romasieras) ist eine Ortschaft und eine ehemalige französische Gemeinde mit 2.368 Einwohnern (Stand 1. Januar 2022) im Département Charente in der Region Nouvelle-Aquitaine. Sie gehörte zum Arrondissement Confolens und zum Kanton Charente-Bonnieure. Die Einwohner werden Roumaziérois(es) genannt.
Mit Wirkung vom 1. Januar 2019 wurden die ehemaligen Gemeinden Roumazières-Loubert, Genouillac, Mazières, La Péruse und Suris zur Commune nouvelle Terres-de-Haute-Charente zusammengelegt und haben in der neuen Gemeinde den Status einer Commune déléguée. Der Verwaltungssitz befindet sich im Ort Roumazières-Loubert.

## Geographie
Roumazières-Loubert wird vom Fluss Charente, in die hier die Bonnieure mündet, durchflossen. Hier entspringt der Son. Umgeben wird Roumazières-Loubert von den Nachbarorten Ambernac im Norden, Manot im Nordosten, La Péruse im Osten, Suris im Südosten, Genouillac im Süden, Nieuil im Südwesten, Saint-Claud im Westen sowie Saint-Laurent-de-Céris im Nordwesten.
Durch das Gebiet führen die frühere Route nationale 141 (heutige D941) und die ehemalige Route nationale 151bis.

## Verkehr
Auf einer stillgelegten Bahnstrecke gibt es auf der Strecke Confolens – Manot – Roumazières-Loubert jetzt auch Eisenbahn-Draisinen-Fahrten; seit 2015 im Sommer (Juli und August) wieder einzelne touristische Zugfahrten "Express de Charente-Limousine".

## Industrie
Aus dem Ton, der bei Roumazières abgebaut wurde, wurden mechanisiert Dachziegel, Backsteine und Tonrohre hergestellt. Die erste der schließlich drei Ziegeleien, Grandes Tuileries Mécaniques de Roumazières, A. Simon et Cie wurde 1875 von Victor Adolphe Simon gegründet und später unter dem Namen Grandes Tuileries Mécaniques Coopératives de Roumazières et des Charentes, Pascaud-Polakowski et Cie von seinem Schwiegersohn, Eugène Polakowski übernommen. Im Jahr 1930 firmierte sie als Polakowski, Pascud et Cie. Es handelte sich um eine der fortschrittlichsten Fabriken in der Region, die 230 Arbeiter beschäftigte. Täglich wurden 50.000 Produkte hergestellt, die in ganz Südwestfrankreich vertrieben wurden. Ein Decauville-Bahn verband die Tongruben mit der etwas nördlich davon gelegenen Fabrik, sie 1986 geschlossen wurde.
Außerdem gibt es seit 1897 die von Voche & Rhomer gegründete Tuilerie Briqueterie Française, die 2012 etwa 520 Mitarbeiter beschäftigte, und die 1907 vom Abt Marcellin gegründete Société des Grandes Tuileries, die 2012 in Roumazières 190 Mitarbeiter beschäftigte. Auch diese Ziegeleien betrieben jeweils eigene Decauville-Bahnen.

## Bevölkerungsentwicklung
| Jahr      | 1793 | 1856 | 1901 | 1962 | 1968 | 1975 | 1982 | 1990 | 1999 | 2006 | 2018 |
| Einwohner | 595  | 630  | 930  | 1551 | 1596 | 3146 | 3007 | 3002 | 2781 | 2601 | 2490 |

## Sehenswürdigkeiten

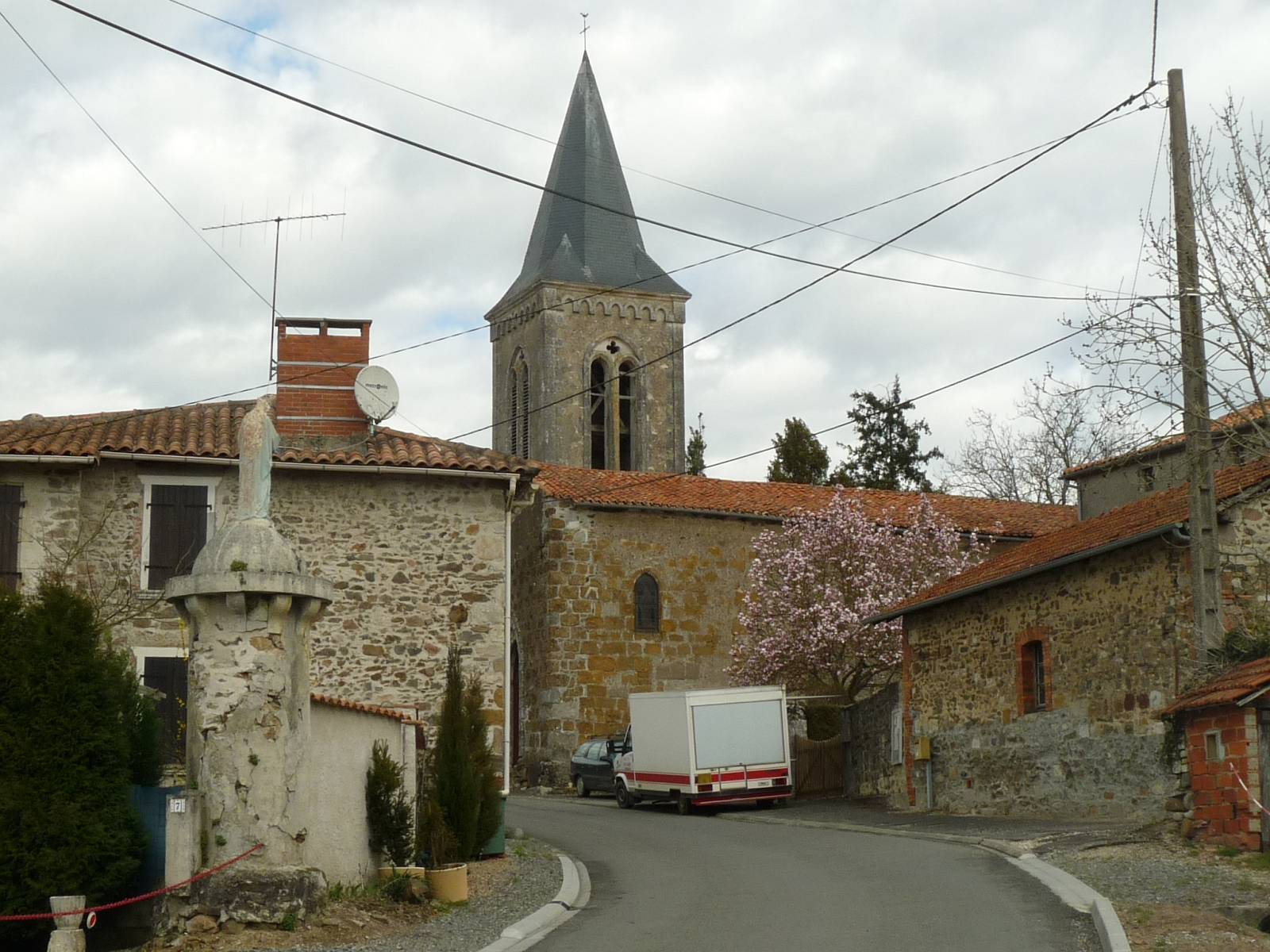
Kirche Saint-Jean-Baptiste in Loubert

- Kirche Saint-Jean-Baptiste in Loubert
- Kirche Saint-Martial in Chantrezac
- Kirche Saint-Christophe in Romazières
- Kapelle von Le Petit-Madieu
- Kapelle Laplaud
- Kapelle Notre-Dame de l’Esperance

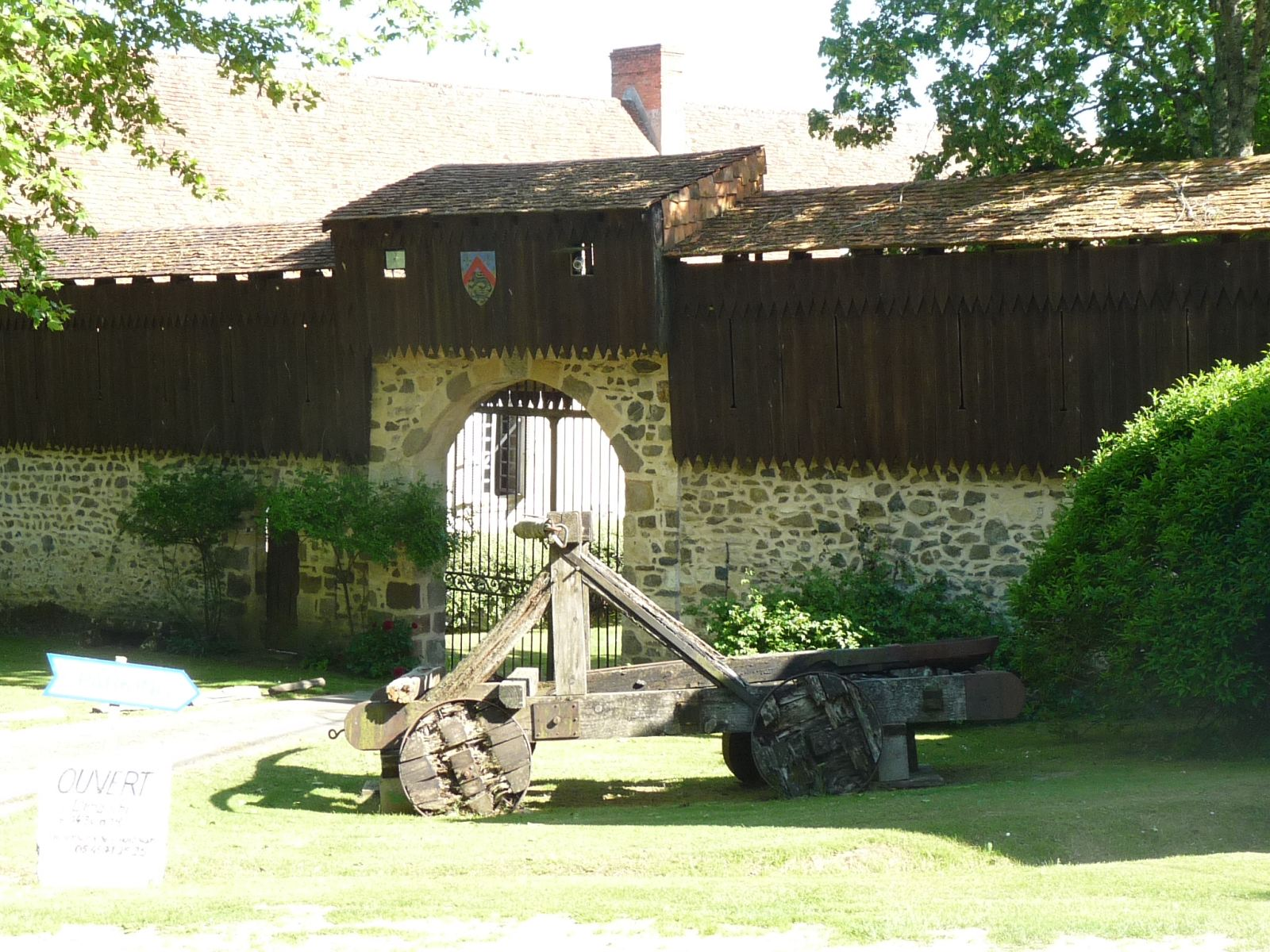
Eingangstor zum Schloss Peyras

- Schloss Peyras, Bau ursprünglich aus dem 11. Jahrhundert, bis zum 15. Jahrhundert umgebaut, seit 1998 Monument historique

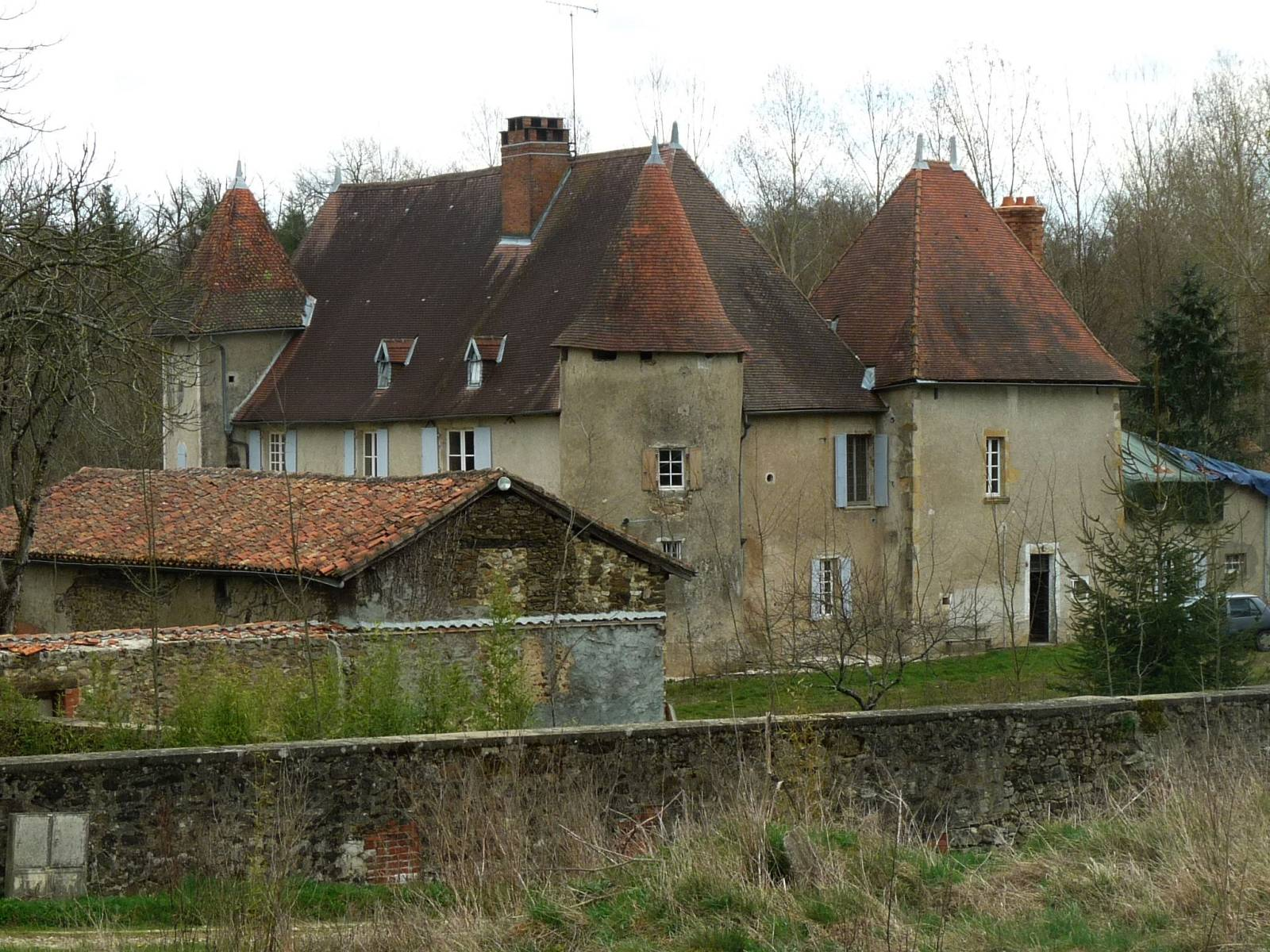
Schloss Chambres

- Schloss Chambres aus dem 13. Jahrhundert, seit 2009 Monument historique

## Persönlichkeiten
- Jacques Blaquart (* 1951), Bischof von Orléans
- Bernard Pras (* 1952), Künstler
- Bernard Blaquart (* 1957), Fußballspieler und -trainer